# Titan (metrostation)
Titan is een metrostation in Boekarest, dat bediend wordt door metrolijn 1. Het station werd geopend op 28 december 1981. Titan ligt in de gelijknamige wijk in Sector 3. Het is het enige metrostation in Boekarest met een gewelfd plafond. De dichtstbijzijnde stations zijn Nicolae Grigorescu en Costin Georgian.
Enigszins bijzonder is dat de noordelijk gelegen ingang van het metrostation verscholen ligt in de bosschage van het nabij gelegen park Titan, en minder toegankelijk lijkt vanaf de openbare weg.
Van Dristor 2 tot Pantelimon:
Dristor 2 · Piața Muncii · Iancului · Obor · Ştefan cel Mare · Piața Victoriei · Gara de Nord 1 · Basarab · Crângaşi · Semănătoarea · Grozăveşti · Eroilor · Izvor · Piaţa Unirii · Timpuri Noi · Mihai Bravu · Dristor 1 · Nicolae Grigorescu · Titan · Costin Georgian · Republica · Pantelimon